# Fairport Convention

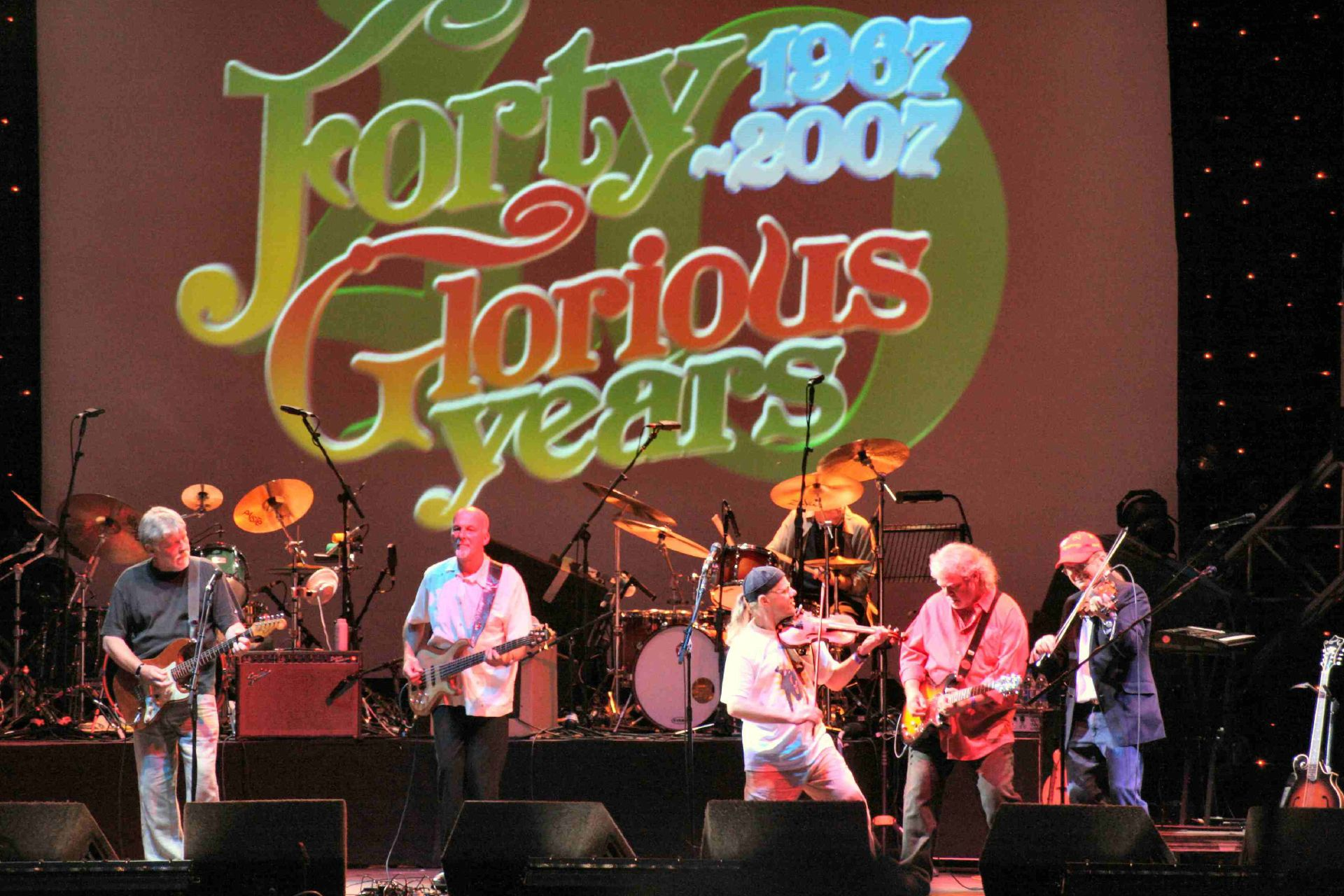
Concert ter ere van het 40-jarig jubileum in 2007

Fairport Convention is een Britse folkrockband, opgericht rond 1967. Hun eerste optreden was in een kerk in mei 1967. De band geldt als pionier van de Engelse variant van de folkrock, een stijl die tot dan toe geheel geënt was op de Amerikaanse folk van artiesten als Bob Dylan. Met middeleeuwse ballades als Matty Groves (13de eeuw) en haar door de Engelse en Keltische folk beïnvloede muziek was Fairport Convention een voorbeeld voor vele bands in Engeland en daarbuiten. Fairport Convention heeft talloze bezettingswijzigingen ondergaan en is in de loop der jaren meer traditionele folk gaan spelen. Bekende artiesten die bij de band hebben gespeeld zijn onder andere Sandy Denny, Iain Matthews en Richard Thompson.

## Geschiedenis
De band bestond oorspronkelijk uit Richard Thompson (gitaar), Iain Matthews (zang en gitaar), Simon Nicol (gitaar), Ashley Hutchings (bas), Judy Dyble (zang) en Martin Lamble (drums). Het eerste album uit 1968 bevat op Amerikaanse leest geschoeide folkrock, met onder meer coverversies van twee nummers van Joni Mitchell. Ook het tweede album What We Did on Our Holidays uit 1969 bevat een aantal covers maar heeft een minder Amerikaans geluid. Zangeres Judy Dyble is op dit album vervangen door Sandy Denny (ex-Strawbs). Na dit album verliet Matthews de groep. Nog datzelfde jaar verscheen het baanbrekende album Unhalfbricking. Hierop zijn de Amerikaanse invloeden in het geluid vrijwel verdwenen en spelen Engelse folkinvloeden een hoofdrol. De van dit album afkomstige single Si Tu Dois Partir, een Franstalige versie van Bob Dylans If You Gotta Go, werd een hit. Uit dit album bereikte het nummer 'Who knows where the time goes' positie 847 in de Classics 1000 van Radio 1 in het jaar 2021.  Korte tijd na de Dylan-cover werd de band getroffen door een verkeersongeluk waarbij Lamble omkwam. 
Op de opvolger Liege & Lief is Lamble vervangen door Dave Mattacks en is de band uitgebreid met violist Dave Swarbrick, die op de voorganger al een gastrol vervulde. Het album geldt als een hoogtepunt in het folkrockgenre en new medieval music. Hierna verlieten Sandy Denny en Ashley Hutchings de groep. Denny richtte de groep Fotheringay op, Hutchings Steeleye Span. Hutchings werd in Fairport vervangen door Dave Pegg. Sandy Denny werd niet vervangen; in plaats daarvan namen de andere leden op Full House uit 1970 de zang voor hun rekening.
Na Full House stapte ook Thompson op. Ondanks het verlies van een aantal belangrijke leden werd het in 1971 verschenen album Angel Delight het grootste commerciële succes voor de band. Einde 1971, na het verschijnen van het door critici goed ontvangen maar slecht verkochte conceptalbum Babbacombe Lee, verliet ook het laatste oer-lid Simon Nicol de groep. In de daaropvolgende periode bleef de band weliswaar bestaan maar had zij veel van de oude glorie en populariteit verloren. Onder aanvoering van Swarbrick ging de groep nu traditionelere muziek maken. 
In 1974 keerde Sandy Denny voor twee jaar terug bij de groep, waar haar echtgenoot Trevor Lucas dan al enige tijd deel van uitmaakte. Het album Rising for the Moon uit 1975 - met drummer Bruce Rowland in plaats van Mattacks) bestaat voor het grootste deel uit nummers die door haar zijn geschreven en geldt als de laatste poging van Fairport Convention om als een eigentijdse band te klinken. Wanneer de populaire Denny de groep nogmaals verlaat, samen met Lucas en Thompsons opvolger Jerry Donahue, is Fairport op sterven na dood. Ook de terugkeer van Simon Nicol in 1976 kon (ondanks twee daarna verschenen sterke albums) het tij niet keren; in 1979 werd de band opgeheven, na een afscheidsconcert in Cropredy in Oxfordshire. Bassist Pegg rolde regelrecht de arena-rock in als lid van Jethro Tull; Nicol en Swarbrick traden samen op in folkclubs en individueel als lid van respectievelijk de The Albion Band (van FC-oprichter Ashley Hutchings) en van de akoestische band Whippersnapper. 
Sandy Denny overleed in april 1978 als gevolg van een val van de trap. 
In de daaropvolgende jaren kwamen oud-leden jaarlijks op dezelfde plek bij elkaar voor een reünieconcert, een gelegenheid die al snel uitgroeide tot een populair folkfestival. Vanaf 1985 verschenen ook weer nieuwe albums van de dan officieel heropgerichte band, die inmiddels bestond uit Nicol, Mattacks en Pegg, aangevuld met nieuwe leden Ric Sanders (viool, ex-Soft Machine) en multi-instrumentalist Maartin Allcock. Deze bezetting zou de meest stabiele uit de geschiedenis van de band blijken, en bleef de volgende 11 jaar ongewijzigd.
In 1996 verliet Allcock de groep om vervangen te worden door Chris Leslie (o.a. ex-Whippersnapper, de post-FC band van Dave Swarbrick, en ex-The Albion Band) kort daarna gevolgd door drummer Mattacks, die op zijn beurt werd vervangen door veteraan Gerry Conway, die eerder speelde in Eclection, Fotheringay (met Sandy Denny), Jethro Tull en Pentangle. Ook was hij jarenlang de drummer van Cat Stevens.
In deze bezetting treedt de groep nog steeds op en verschijnen er nog steeds albums.
In 2007 beleefde Fairport haar 40-jarig jubileum en werd er een nieuw album uitgegeven.
Judy Dyble Overleed in juli 2020 op 71-jarige leeftijd.

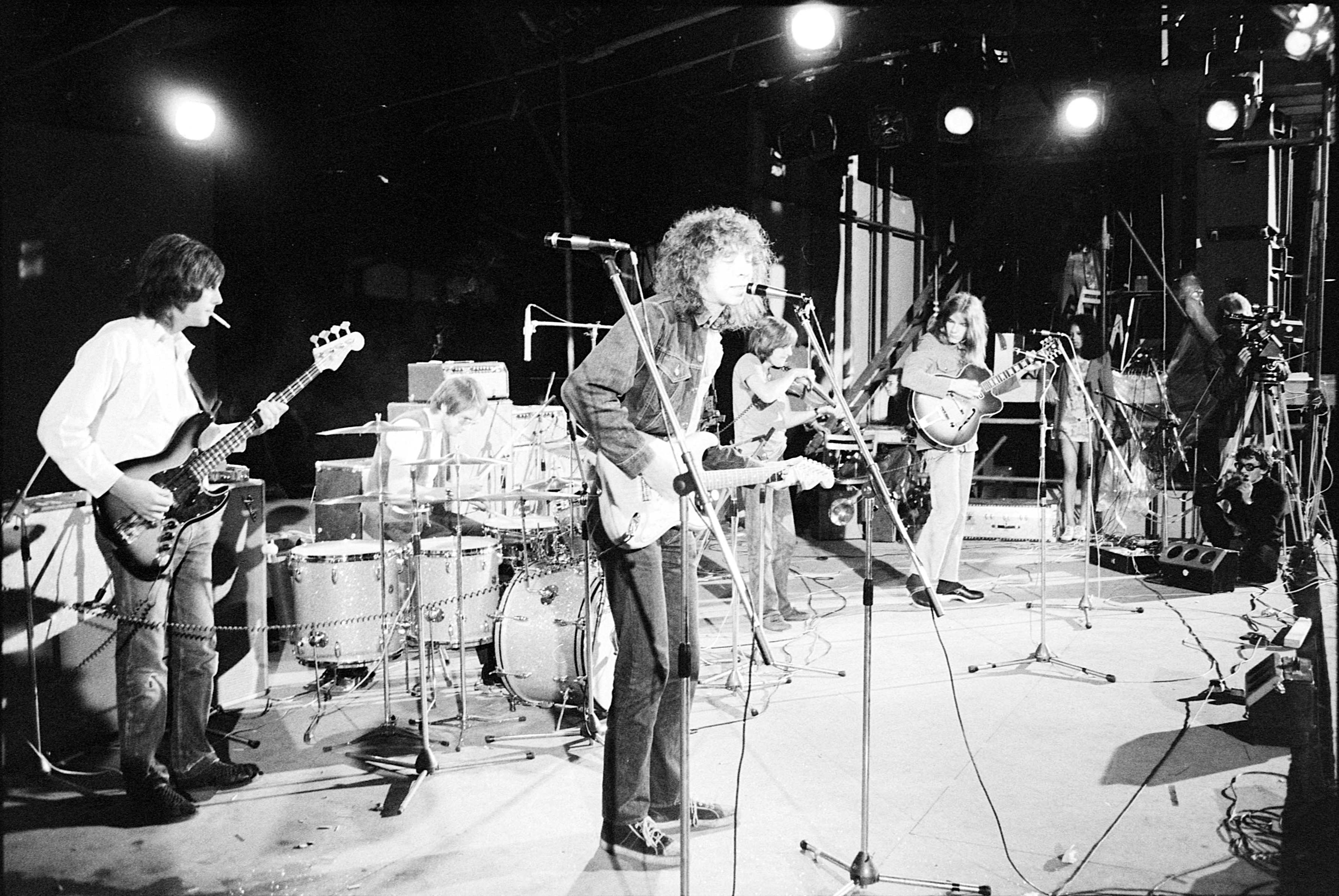
Fairport Convention (Kralingen 1970)
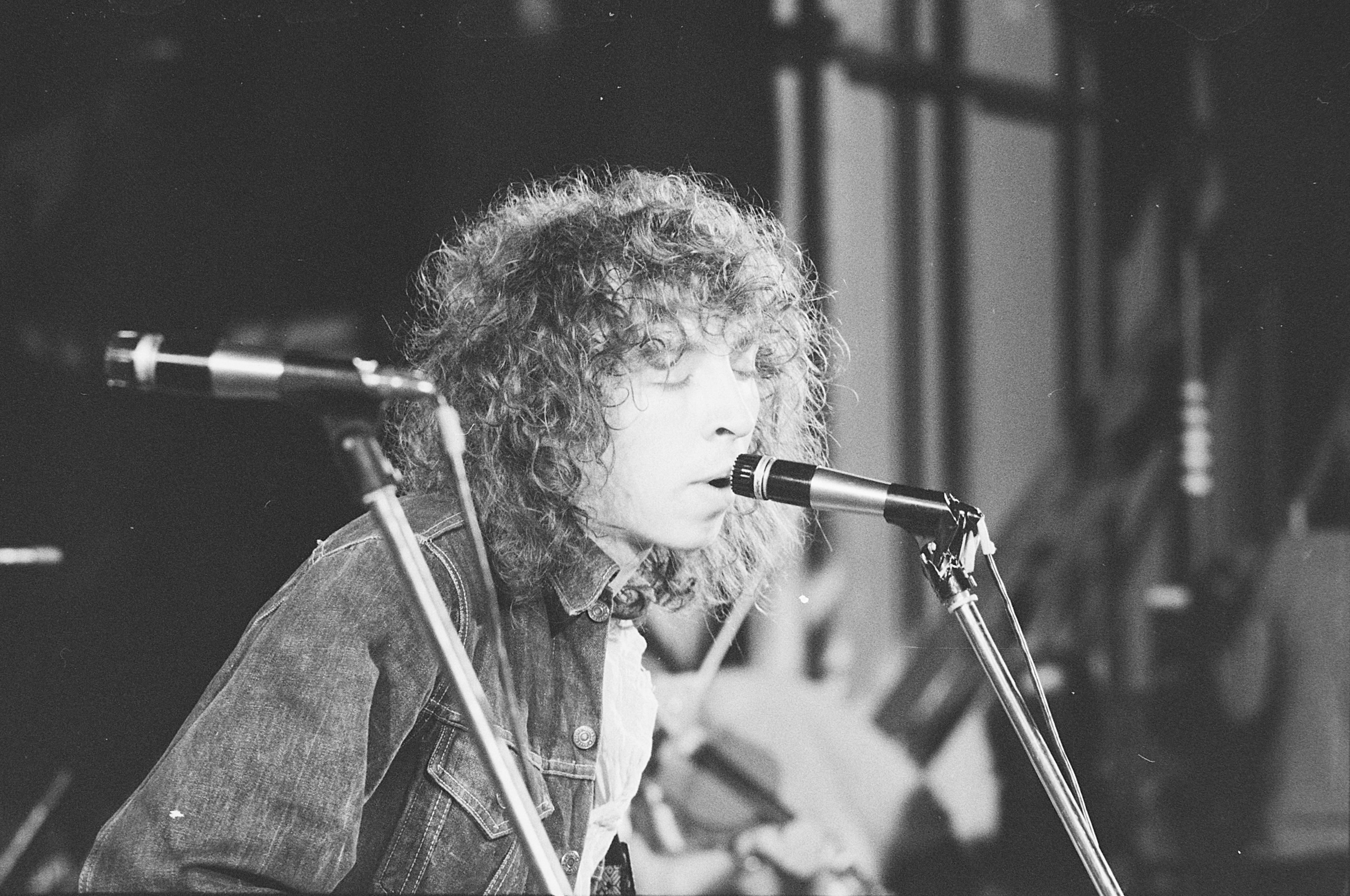
Richard Thompson (1970)
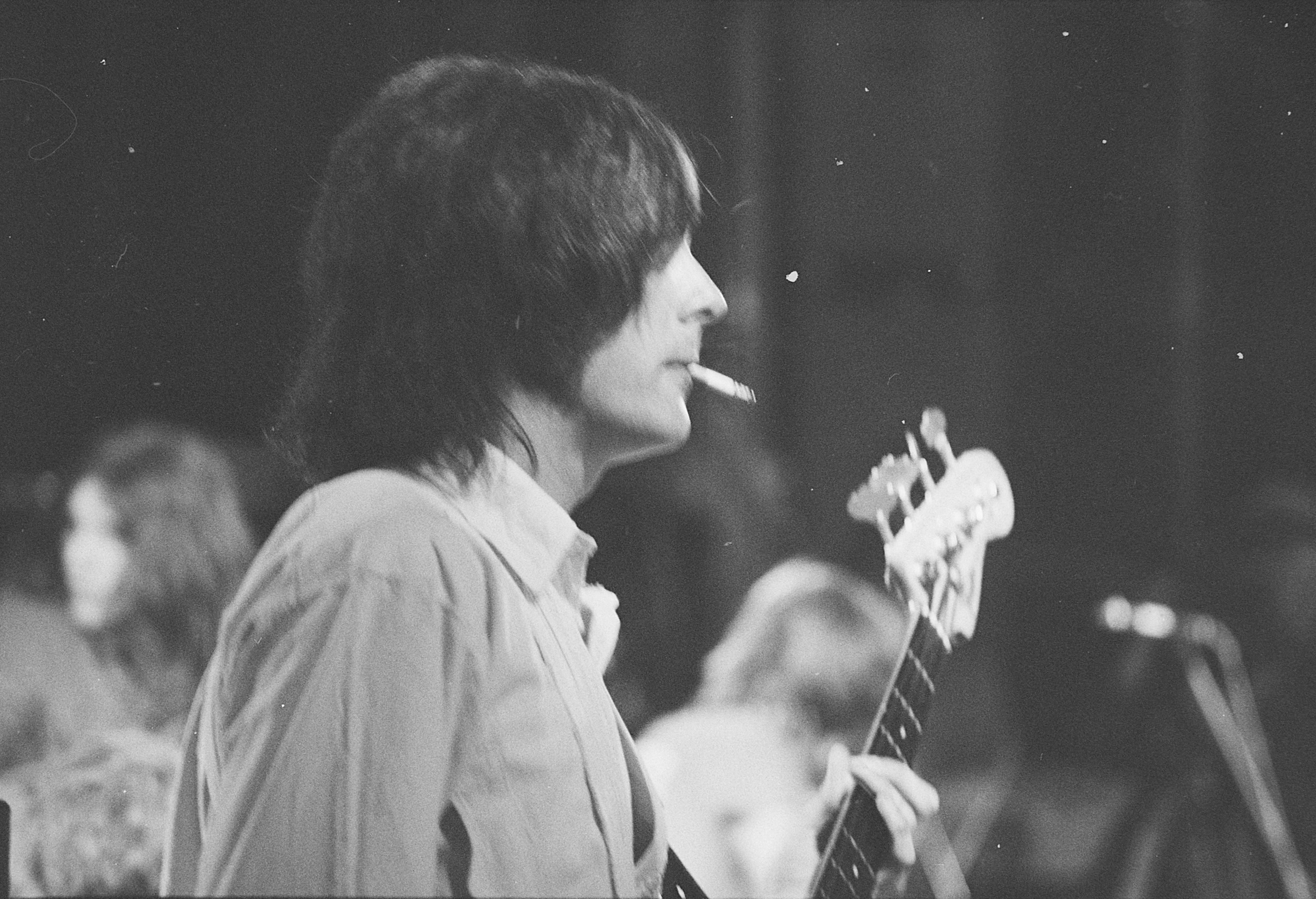
Dave Pegg (1970)
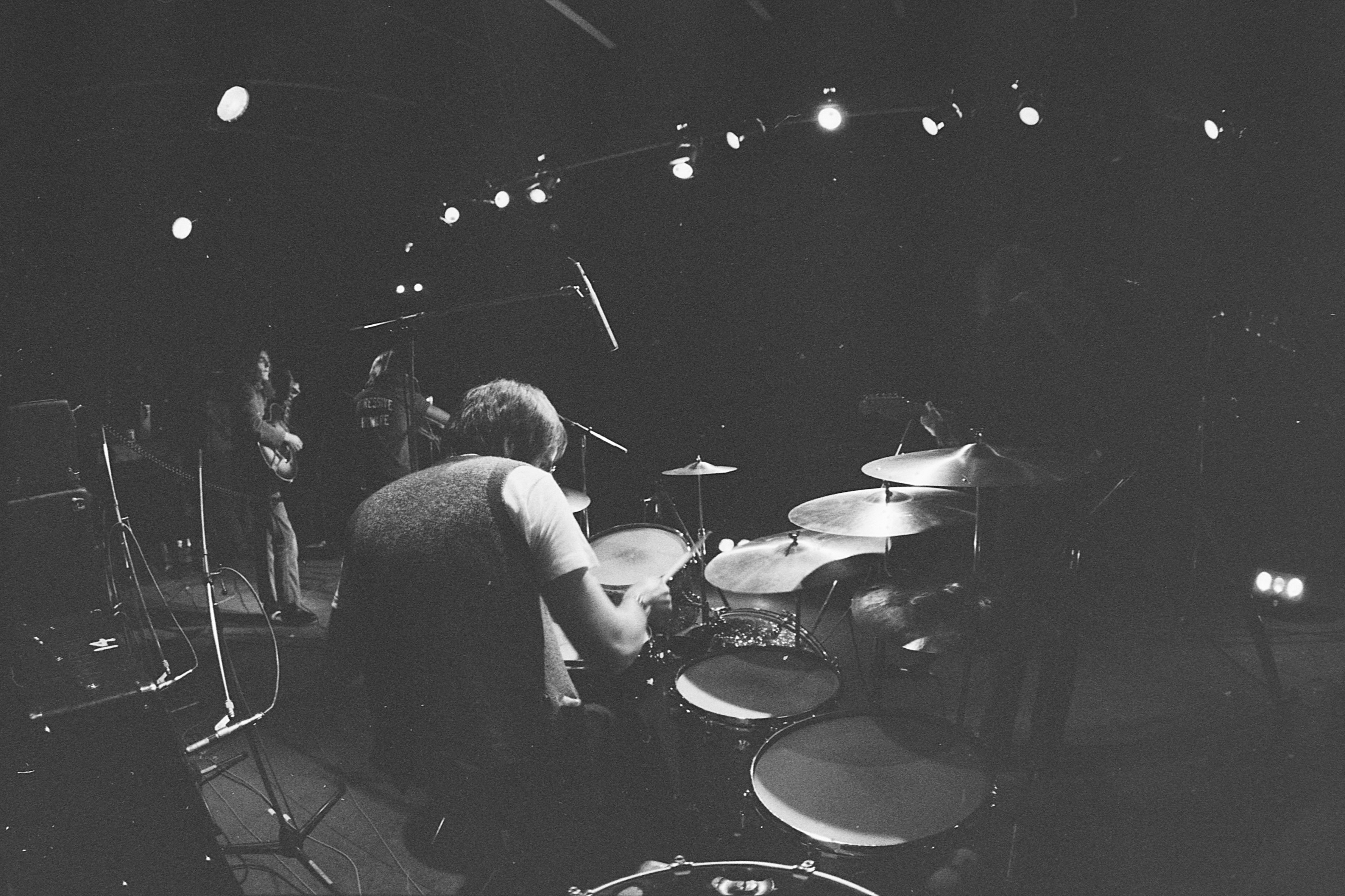
Dave Mattacks

## Leden
In 2005 bestond Fairport Convention uit:
- Simon Nicol (gitaar, zang): 1967-1971, 1976-1979, 1985-
- Dave Pegg (bas, mandoline, zang): 1970-1979, 1985-
- Ric Sanders (viool): 1985-
- Chris Leslie (viool, mandoline, bouzouki, zang): 1996-
- Gerry Conway (drums en percussie): 1998-

In 2016 bestaat Fairport Convention uit:
- Simon Nicol (gitaar - zang)
- Ric Sanders (viool)
- Gerry Conway (drums)
- Dave Pegg (bas, mandoline, zang)
- Chris Leslie (bouzouki,viool,mandoline,zang)

Belangrijkste ex-leden:
- Ashley Hutchings (bas): 1967-1969; hierna in Steeleye Span en The Albion Band
- Richard Thompson (gitaar, zang); 1967-1970; hierna solo en duo met echtgenote Linda Thompson
- Judy Dyble (zang): 1967-1968
- Iain Matthews (zang): 1967-1969; hierna in Matthews Southern Comfort en Plainsong
- Martin Lamble (drums): 1967-1969
- Sandy Denny (zang): 1968-1970, 1974-1975; in 1970 in Fotheringay, verder solo sterft op 21 april 1978.
- Dave Swarbrick (viool, zang): 1969-1979
- Dave Mattacks (drums): 1969-1975, 1985-1998
- Bruce Rowland (drums): 1975-1979
- Trevor Lucas (gitaar, zang): 1972-1975
- Jerry Donahue (gitaar): 1972-1975
- Maartin Allcock (div instrumenten): 1985-1996

## Discografie
- 1968 Fairport Convention
- 1969 What We Did on Our Holidays
- 1969 Unhalfbricking
- 1969 Liege & Lief
- 1970 Full House
- 1970 Live at the L.A. Troubadour
- 1971 Angel Delight
- 1971 Babbacombe Lee
- 1972 The History Of Fairport Convention
- 1973 Rosie
- 1973 Nine
- 1974 Fairport Live Convention
- 1975 Rising for the Moon
- 1976 Gottle O'Geer
- 1977 The Bonny Bunch of Roses
- 1978 Tipplers Tales
- 1979 Farewell Farewell
- 1985 Gladys Leap
- 1986 Expletive Delighted
- 1987 Heyday
- 1987 In Real Time
- 1989 Red And Gold
- 1990 The Five Seasons
- 1992 Fairport Convention 25th Anniversary Concert
- 1995 Jewel in the Crown
- 1996 Old New Borrowed Blue
- 1997 Who Knows Where the Time Goes
- 1998 The Cropredy Box (Old Boys' XVI - 1997 Season)
- 1999 The Wood and the Wire
- 1999 Cropredy 98
- 2000  AT2/The Boot
- 2001 Fairport Convention XXXV
- 2004 Over the Next Hill
- 2004 The Quiet Joys Of Brotherhood (Live at The Cropredy Festivals 1986 and 1987)
- 2007 Sense of Occasion
- 2011 Festival Bell
- 2015 Myths and Heroes

### NPO Radio 2 Top 2000
| Nummer met noteringen in de NPO Radio 2 Top 2000 | '99  | '00 | '01  | '02  |
| ------------------------------------------------ | ---- | --- | ---- | ---- |
| Si tu dois partir, va-t'en                       | 1455 | -   | 1281 | 1864 |

1. ↑  Een '-' betekent dat het nummer niet was genoteerd en een vetgedrukt getal geeft de hoogste notering aan.
2. ↑  Deze tabel is bijgewerkt tot en met de laatste editie (2024).